# 古史通
『古史通』（こしつう）は、新井白石が著した古代史解釈の書。1716年（享保元年）成立。古代の神々を人として、歴史的立場から資料を精査しながら、合理的に事実を捉えようとする姿勢がみられる。

## 概説
巻頭で、記紀を読み解く場合の基本的姿勢を開陳している。漢字の音（おん）を利用して古語を書きとめたのが昔の書物であるので、文字の音によりその意味や内容を読み取るべきであるとする。
本文は4巻構成である。
- 第一巻 - 巻頭で神は人なりと説き、かつ高天原は常陸国だとする独特の見解を示した。次に国産みと神々の誕生を記し、スサノオの追放までを述べている。
- 第二巻 - 高天原神話から出雲神話へ、ここでは、天岩戸から大国主の話が書かれている。
- 第三巻 - 天孫降臨と国譲りについて。
- 第四巻 - 神武天皇の出自を明らかにしている。

## 影響と価値
林羅山らの儒者は当時、倭人の祖は古代中国の呉の王である太白の子孫と考えていた。また『釈日本紀』の卜部兼方や一条兼良といった神道の立場の学者は、神は万物の宇宙の根源であり、高天原は虚空にあるとしている。これに対し、言葉の音訓から日神が立たれた土地は日立国で常陸という表記になり、高天原の高は旧事紀で高国と記述あり、即ち常陸国多珂郡であるという。
高天原とは私記には師説上天をいふ也按ずるに虚空をいふべしと見えたり後人の諸説これに同じ此等の説皆是今字によりて其義を釋（）し所也凡我國の古書を讀には古語によりてその義を解（）くべし今字によりて其義を釋くべからず高の字讀で多珂（）といふは古にいふ所の高（）國舊事紀に見えしところなり多珂（）國常陸國風土記に即チ今ノ常陸ノ國多珂ノ郡の地是也天の字古事記に讀ンで阿麻（）といふと注しき上古の俗に阿麻といひしは海也阿毎（）といひしは天也天亦稱して阿麻ともいふは其語音の轉ぜしなり原の字讀ンで播羅（）といふ上古之俗に播羅（）といひしは上也されば古語に多訶阿麻能播羅（）といひしは多珂海上之（）地といふがごとし
また、言葉の音訓以外にも常陸国には「高天（）浦」や「高天ノ原」という地名が実在していたことも傍証にあげている。
古語に播羅（）といふは上也とはたとへば日本紀に川上の字を讀ンで箇播羅（）といふがごとし今も常陸ノ國海上に高天（）浦高天ノ原等の名ある地現存せり
白石の没後、本書も忘れられていた感があったが、祭祀や神話を宗教的よりも現実の人間の歴史として解釈しようとしたことが注目され、水戸藩の文庫に収められて太宰春台・伊勢貞丈・三浦梅園に多大な影響を与えた。

## 言語学的検証
白石は中国の字書『爾雅』を参考に、「天」「日」等の言語学的考察に努め、神とか上も「加美」と同じで
神とは人のこと
であると述べている。すなわち、
神とは人のことであって我が国では、普通尊敬しなければ成らない人を加美とよんでいる。これは昔も今も同じで、相手を敬う意味であると思う、今はこれに神の字を充てて使って、上の字であらわす使い方の区別も出て来た。
しかし上代特殊仮名遣の研究から「神」と「上」は古くは音が異なっていたことが明らかになっているため、単純に神=上とは言えなくなっている。